# Maury (wijn)

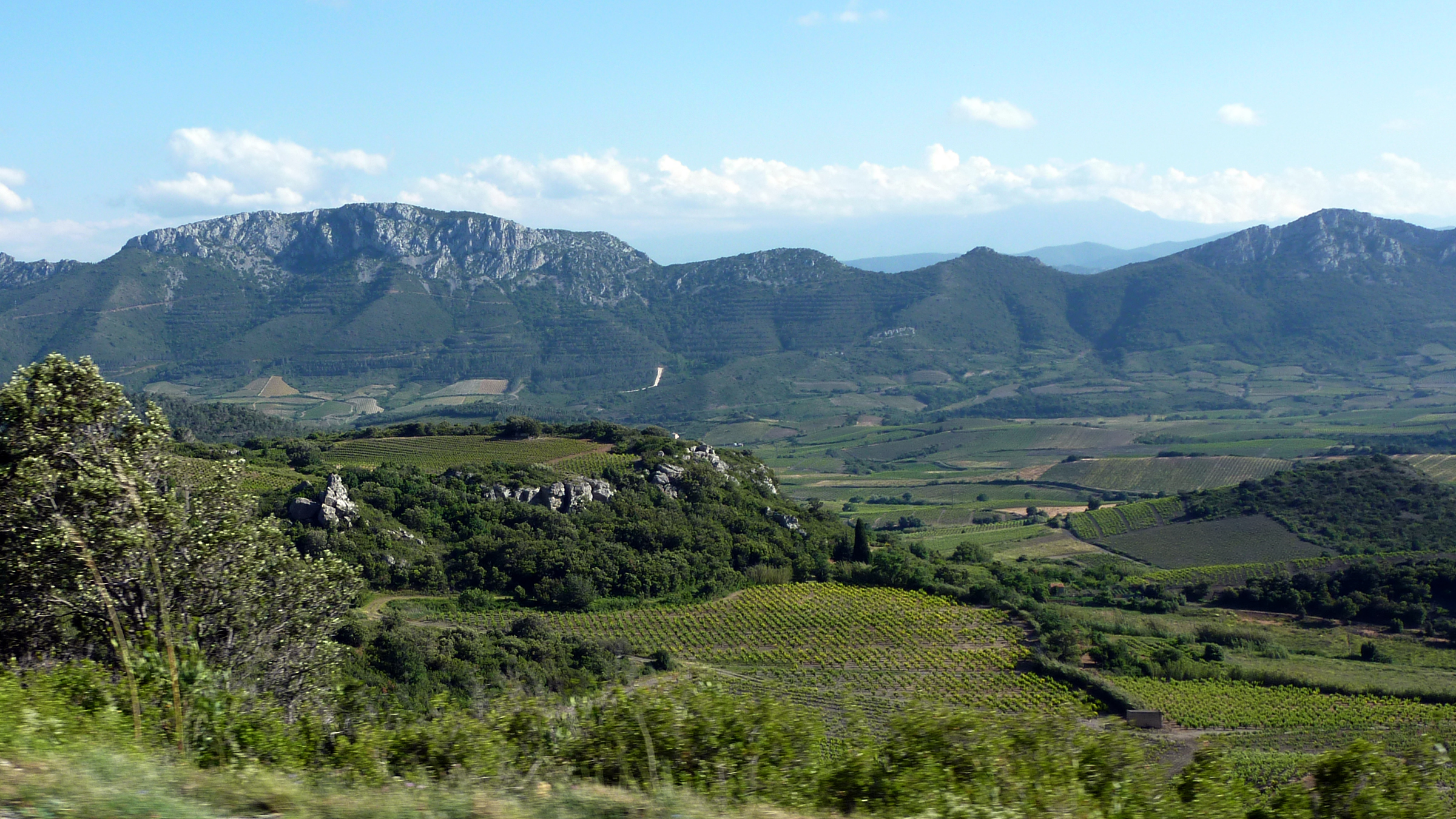
Wijngebiedje Maury AOC

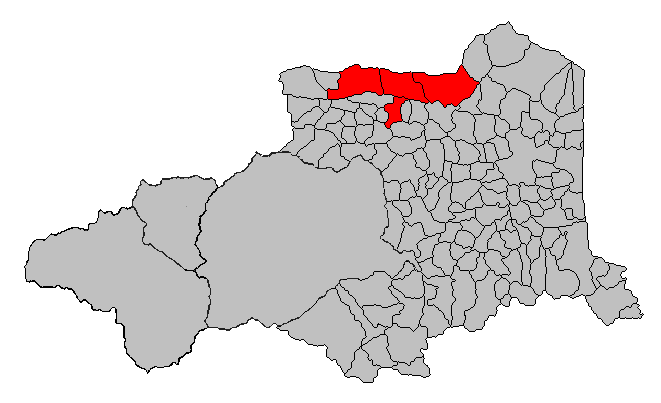
Het wijngebiedje Maury ligt in het noorden van de Roussillon.

Maury is een Franse wijn uit Roussillon. De meeste wijn die hiervandaan komt, is versterkte wijn van het type vin doux naturel, afgekort VDN.

## Variëteiten
De wijn kan geoxideerd of niet-geoxideerd en wit of rood zijn ("Vendange", "Récolte", "Vintage"). Maury is vooral bekend vanwege de rode variëteit. Er wordt in dit gebied ook droge wijn gemaakt. De rode droge wijn valt sinds de oogst van 2011 ook onder de AOP.

## Kwaliteitsaanduiding
De herkomstbenaming AOC-AOP is in 1936 toegekend. Voor de rode droge wijn is deze sinds 2011 toegekend. Op het etiket wordt deze aangeduid met de toevoeging "sec".

## Druivensoorten
- Rood zoet: grenache noir, carignan en syrah
- Wit zoet: grenache blanc, grenache gris, macabeu, malvoisie de Roussillon, muscats of Alexandria and muscat à petits grains.
- Rood droog: Assemblage van ten minste twee druivenrassen die voor minimaal 60% uit grenache noir moet bestaan.

## Gebied
AOP Maury is een klein wijngebied bij het plaatsje Maury in het zuiden van de regio Languedoc-Roussillon, 30 kilometer ten noordwesten van Perpignan. Ten zuiden van de wijngaarden liggen de Pyreneeën, ten noorden ervan ligt het wijngebied Corbières. Het omvat de dorpen: Maury, Tautavel, Saint-Paul-de-Fenouillet en Rasiguères. Het wijngebied ligt in het departement Pyrénées-Orientales en is een enclave in Rivesaltes.

## Terroir
Het is in deze streek vrij warm en droog met veel zonneschijn. Typisch is de donkere bodem die uit schist bestaat.

## Vinificatie
De gemiddelde leeftijd van de wijnstokken is 50 jaar. De druiven kunnen hier zeer goed afrijpen waardoor een hoog suikergehalte verkregen wordt. Gehaltes van ver boven de 200 gram per liter is geen zeldzaamheid. Het potentiële alcoholgehalte komt hiermee ruimschoots boven de 14%. De beste wijnen kunnen meer dan 50 jaar oud worden. De wijn uit Maury zou als het ware het broertje van de witte muscat de Rivesaltes kunnen zijn. Een wijngebied dat 25 kilometer zuidoostelijker ligt. De rode droge variant heeft een verplichte rijping van minimaal zes maanden.

## Productie
- Areaal is ongeveer 355 ha voor de zoete.
- Vanwege de hoge kwaliteit die hier nagestreefd wordt, is de maximale opbrengst slechts 25 à 30 hl/ha voor de zoete en 40 hl/ha voor de droge.
- Productie is circa 7.000 hl voor de zoete en 2500 hl (2011) voor de rode droge.

## Wijn-spijscombinaties
- Aanbevolen wordt de rode-VDN bij het natafelen van pittige (oosterse) gerechten. Het is eveneens een wijn die bij veel nagerechten smaakt. Net zoals de banyulswijn kan ook deze bij chocoladegerechten geserveerd worden.
- De wat hogere kwaliteitswijnen smaken goed bij wild, wildgevogelte, patés – vooral indien bereid met bosfruit en pruimen – en blauwschimmelkazen als roquefort en stilton.
- Serveertemperatuur van de wijn ligt tussen 10 en 14 graden Celsius.